# Вертушкино (Круппская волость)
Вертушкино — деревня в Печорском районе Псковской области России. Входит в состав сельского поселения «Круппская волость».
Расположена на севере района, в 2,5 км к юго-востоку от волостного центра, деревни Крупп. В 2,5 км к западу от деревни проходит граница РФ с Эстонией.

## Население
Численность населения деревни по состоянию на конец 2000 года составляла 5 жителей.
| 2001 | 2002 | 2010 |
| ---- | ---- | ---- |
| 5    | ↘4   | ↗5   |